# Pissy
Pissy és un municipi francès situat al departament del Somme i a la regió dels Alts de França. L'any 2007 tenia 267 habitants.

## Demografia

### Població

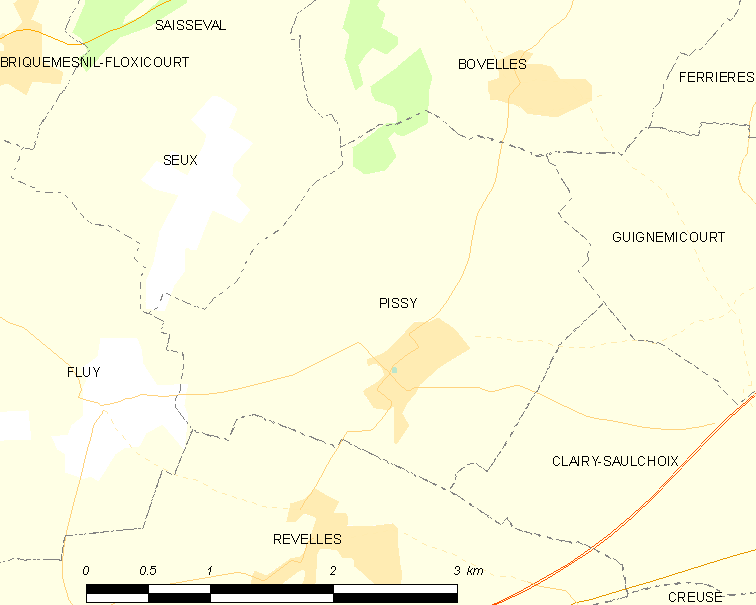
municipi

El 2007 la població de fet de Pissy era de 267 persones. Hi havia 107 famílies de les quals 19 eren unipersonals (4 homes vivint sols i 15 dones vivint soles), 38 parelles sense fills, 42 parelles amb fills i 8 famílies monoparentals amb fills.
La població ha evolucionat segons el següent gràfic:
Habitants censats

### Habitatges
El 2007 hi havia 119 habitatges, 107 eren l'habitatge principal de la família, 9 eren segones residències i 3 estaven desocupats. Tots els 119 habitatges eren cases. Dels 107 habitatges principals, 100 estaven ocupats pels seus propietaris, 6 estaven llogats i ocupats pels llogaters i 1 estava cedit a títol gratuït; 3 tenien dues cambres, 14 en tenien tres, 17 en tenien quatre i 73 en tenien cinc o més. 84 habitatges disposaven pel capbaix d'una plaça de pàrquing. A 44 habitatges hi havia un automòbil i a 59 n'hi havia dos o més.

### Piràmide de població

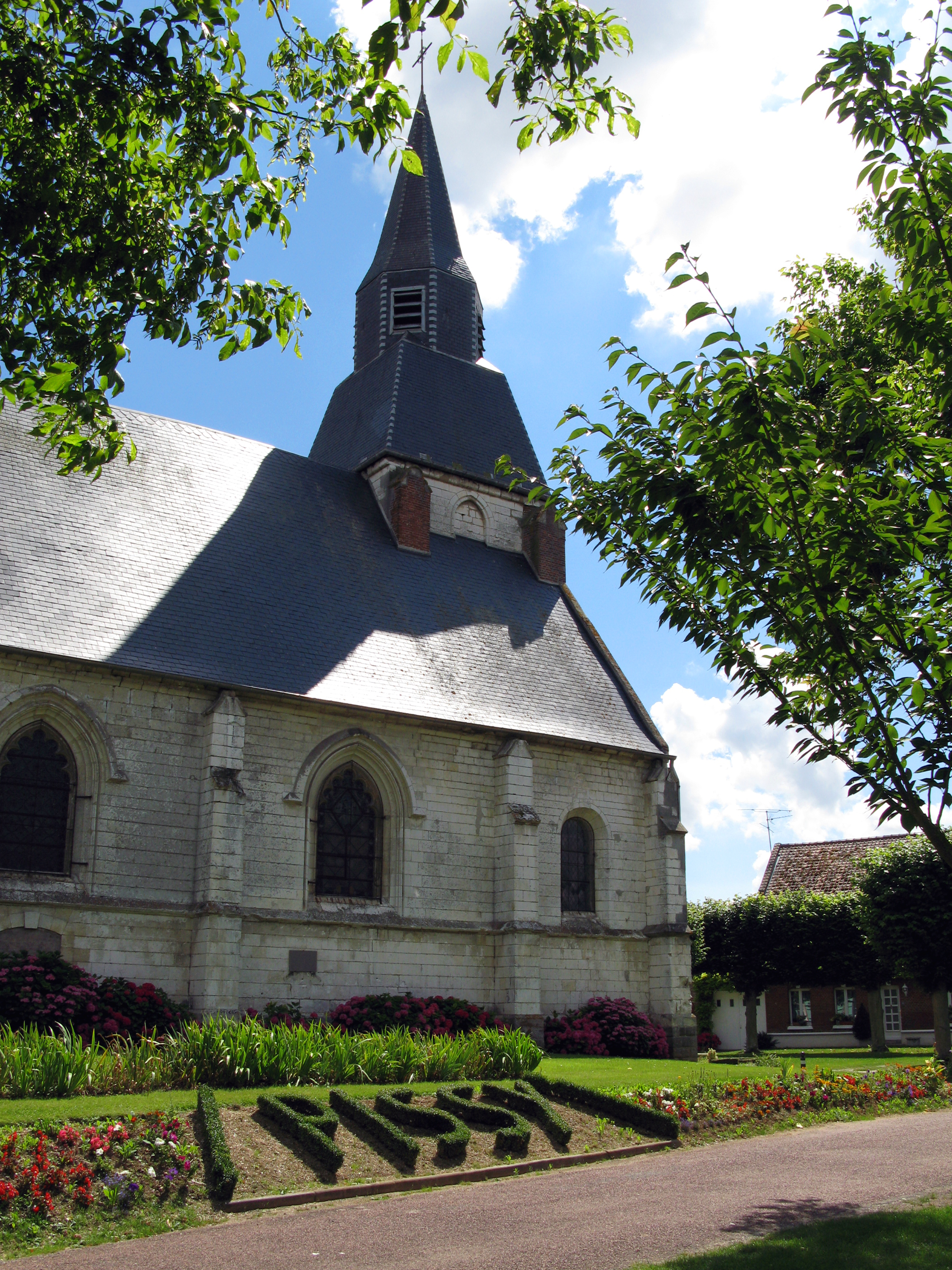

La piràmide de població per edats i sexe el 2009 era:
| Homes | Edats   | Dones |
| ----- | ------- | ----- |
| 0     | 95 o +  | 0     |
| 0     | 90 a 94 | 0     |
| 0     | 85 a 89 | 4     |
| 0     | 80 a 84 | 0     |
| 8     | 75 a 79 | 4     |
| 0     | 70 a 74 | 12    |
| 4     | 65 a 69 | 8     |
| 4     | 60 a 64 | 4     |
| 8     | 55 a 59 | 12    |
| 16    | 50 a 54 | 0     |
| 16    | 45 a 49 | 8     |
| 16    | 40 a 44 | 24    |
| 4     | 35 a 39 | 4     |
| 8     | 30 a 34 | 8     |
| 8     | 25 a 29 | 12    |
| 20    | 20 a 24 | 0     |
| 12    | 15 a 19 | 8     |
| 4     | 10 a 14 | 16    |
| 12    | 5 a 9   | 8     |
| 12    | 0 a 4   | 4     |

## Economia

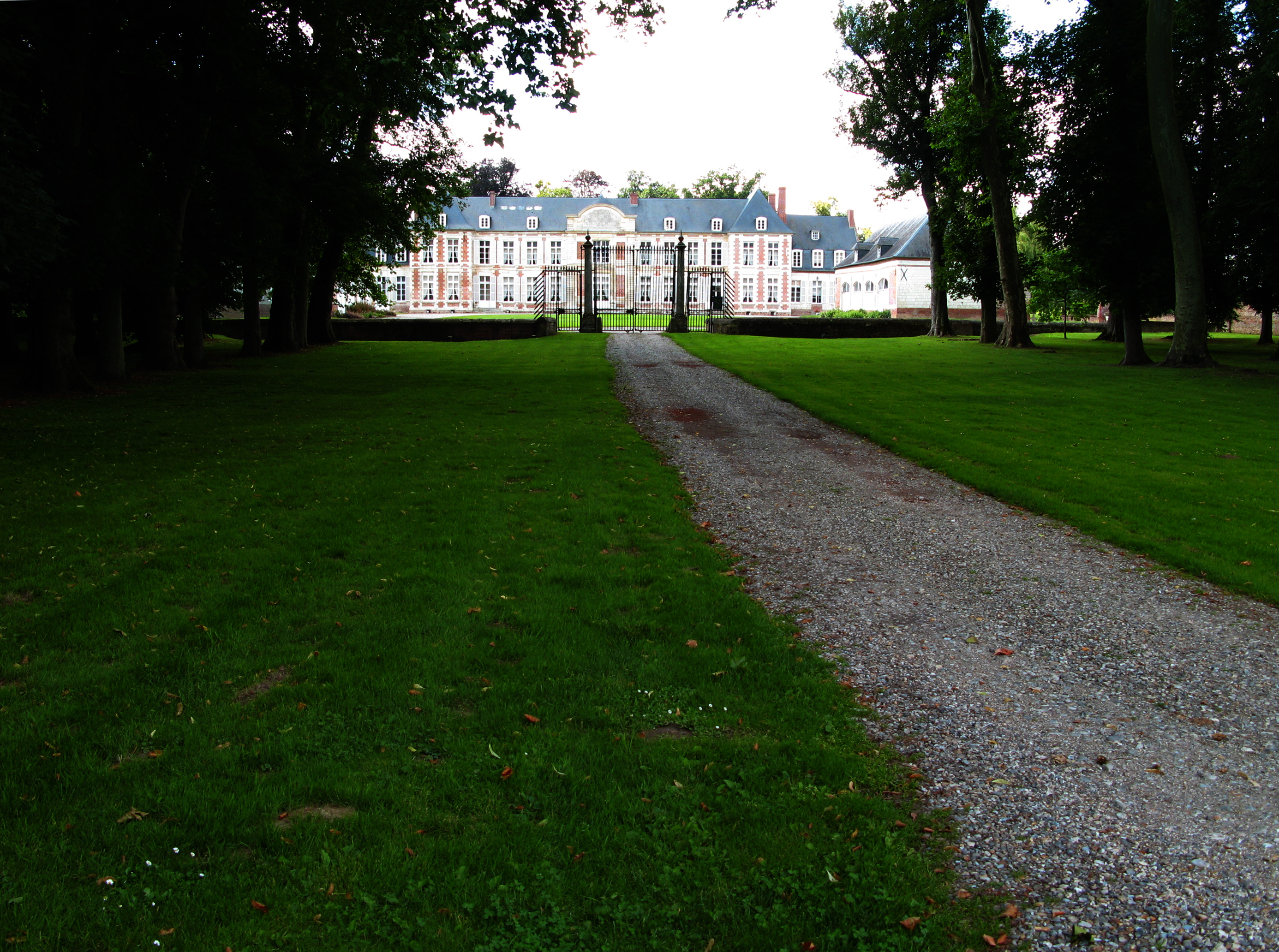
castell

El 2007 la població en edat de treballar era de 184 persones, 133 eren actives i 51 eren inactives. De les 133 persones actives 123 estaven ocupades (57 homes i 66 dones) i 11 estaven aturades (8 homes i 3 dones). De les 51 persones inactives 26 estaven jubilades, 16 estaven estudiant i 9 estaven classificades com a «altres inactius».

### Ingressos

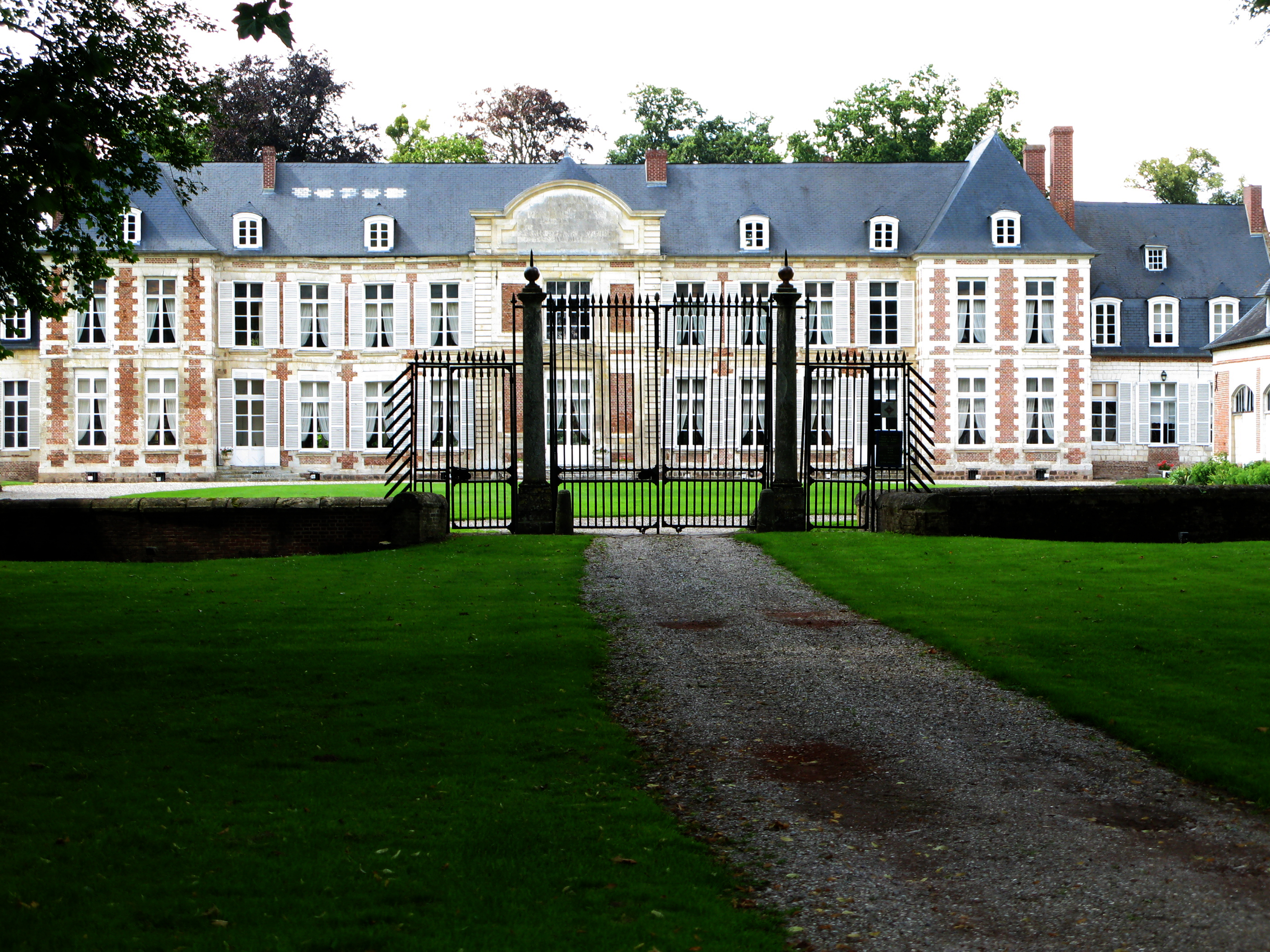

El 2009 a Pissy hi havia 113 unitats fiscals que integraven 296,5 persones, la mediana anual d'ingressos fiscals per persona era de 23.521 €.

### Activitats econòmiques
Dels 2 establiments que hi havia el 2007, 1 era d'una empresa de transport i 1 d'una empresa de serveis.
L'any 2000 a Pissy hi havia 9 explotacions agrícoles.

## Equipaments sanitaris i escolars
El 2009 hi havia una escola elemental integrada dins d'un grup escolar amb les comunes properes formant una escola dispersa.

## Poblacions més properes
El següent diagrama mostra les poblacions més properes.